# Dipoenata conica
Dipoenata conica là một loài nhện trong họ Theridiidae.
Loài này thuộc chi Dipoenata. Dipoenata conica được Arthur Merton Chickering miêu tả năm 1943.